# Tofta landskommun, Skåne
Tofta landskommun var en tidigare kommun i dåvarande Malmöhus län.

## Administrativ historik
Kommunen bildades i Tofta socken i Rönnebergs härad i Skåne när 1862 års kommunalförordningar trädde i kraft. 
Vid kommunreformen 1952 uppgick kommunen i Rönneberga landskommun som upplöstes 1969 då denna del uppgick i Landskrona stad som 1971 ombildades till Landskrona kommun.